# 遵仁法親王
遵仁法親王（じゅんにんほっしんのう、享保21年1月12日（1736年2月23日） - 延享4年4月21日（1747年5月29日））は、江戸時代中期の皇族・僧。中御門天皇の第6皇子。母は五条為範の娘・掌侍五条寛子。仁和寺の門跡。幼名は政宮。諱は寛全（かんぜん）。正式な出家が親王宣下後であるため、入道親王とする表記もある。

## 経歴
元文3年7月22日（1738年9月5日）に仁和寺門跡となることが決められるが、入寺得度は後日とされた。ところが、寛保3年（1743年）に九条稙基と鷹司基輝が子供のないまま急逝し、九条家・鷹司家共に断絶の可能性が出てきたため、関白である一条兼香が桜町天皇に対して政宮の養子縁組による摂家相続を希望したことで注目されることになる。
まず、先に後継問題が生じた九条家では稙基の弟で二条家の養子となっていた二条宗基と叔父である随心院門跡・尭厳が後継の有力者であったが、兼香は二条家の断絶につながる宗基の復帰や既に28歳で有職故実を知らない尭厳の相続に異論を挟み、政宮の相続を求めた。また、宗基を九条家に戻して同家を相続させる代わりに政宮を宗基の養子として二条家の当主にする案も浮上していた。兼香ら九条家以外の摂家では既に得度を済ませた尭厳の還俗には反対である一方、政宮はまだ入寺得度を済ませていないため、摂家の後継者となっても問題がないという認識であった（政宮以外にも入寺得度を済ませていない世襲親王家の子弟も候補に挙がっていた）。しかし、政宮の兄にあたる桜町天皇は政宮は病弱で摂家の当主は務まらないと反対し、稙基・宗基の母である信受院も政宮よりも尭厳の相続を望んだ。また、門跡を失う仁和寺も激しく反発した。このため、江戸幕府に判断を委ねられ、その結果、尭厳が九条家を相続することになった（九条尚実）。
次に後継問題が発生した鷹司家の相続においても、基輝の実父でもあった兼香は政宮の相続にこだわりを見せたが、天皇が前回と同様に反対し、仁和寺も同様であった。また、武家伝奏の葉室頼胤も幕府から一度否定された政宮の相続を再び持ち出すことを懸念している（『禁中並公家諸法度』第6条に養子は同姓から迎えるとする文言があり、政宮の相続にはその規定に触れる可能性があった）。天皇は政宮に代わって鷹司家から養子を迎えて男系の子孫が続く西園寺家からの養子縁組を検討するように命じ、これに対して閑院流の清華家からの養子縁組は摂家の正当性を揺るがすものだと兼香を含めた摂家が反発するなど紛糾したものの、最終的に天皇と兼香の間で妥協が成立し、世襲親王家から春日大社の卜定に従って養子を迎えることとされて幕府もこの方針を受け入れ、その結果閑院宮家から淳宮を迎えることになった（鷹司輔平）。
長坂良宏は桜町天皇が皇族（特に皇子）が摂家を継ぐのは特殊な例で望ましくないと考え、かつ皇室の権威（天皇の言葉を借りれば「王威」）にも悪影響を及ぼすと認識しており、一条兼香は僧侶になったものが還俗をして摂家を継ぐのは特殊な例で望ましくないと考え、かつ摂家よりも格下の家からの縁組はもっての外と考えていたと推測している。結果的に摂家相続の話が消滅した政宮は同年12月に元服して、親王宣下を受けた。
延享4年（1747年）2月27日に親王は仁和寺に入って大僧正隆幸を師として出家をする。しかし、同年4月に病に倒れて一品親王に叙せられたものの、間もなく12歳の若さで病没した。号は三摩耶心院。